# Droedel

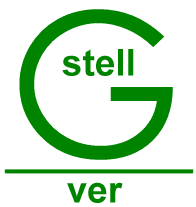
Het woord "ver-onder-stell-in-g" als droedel

Een droedel is een raadsel en een woordspel waarbij alleen letters gebruikt worden en waarbij de onderlinge positie dikwijls van belang is.
Hiernaast wordt het woord "ver-onder-stell-in-g" uitgebeeld.
Dit soort droedels kunnen ook gebruikt worden als afkortingen in sms-taal of internetjargon, zoals "ff w88" voor effe (even) wachten. 
Daarnaast wordt het woord droedel gebruikt voor een tekening zonder zin, een raadsel, dat door het raden van de juiste titel wordt opgelost.
Hiernaast is als voorbeeld de droedel opgenomen, die de "binnenzijde-van-de-jas-van-Napoleon" uitbeeldt.  

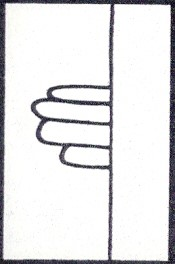
Raad de betekenis

Een gedachteloos gemaakte tekening wordt eveneens een droedel genoemd.

## Droedelen
Het werkwoord droedelen betekent ook: gedachteloos tekenen of krabbelen.